# رشته‌کوه بالکان
رشته‌کوه بالکان (سیریلیک صربی: Стара планина) رشته‌کوهی است که در شرق منطقه بالکان و در کشورهای بلغارستان و صربستان واقع شده‌است.
طول این رشته‌کوه ۵۳۰ کیلومتر و عرض آن از ۱۵ تا ۵۰ کیلومتر می‌باشد و بلندترین نقطه آن قله بوتف می‌باشد که ارتفاع آن ۲٬۳۷۶ متر می‌باشد.